# Liste des cours d'eau du Danemark
Cet article présent la liste des cours d'eau du Danemark.
- Aarhus
- Gudenå
- Kongeåen
- Odense
- Vidå
- Skjern
- Storå
- Suså